# Ричардсон, Джордж Барклай
Джордж Барклай Ричардсон (англ. George Barclay Richardson; 19 сентября 1924, Абердин, Великобритания — 2 июля 2019) — британский экономист, директор Кэбл-колледжа в Оксфорде в 1989—1994 годах.

## Биография
Джордж родился 19 сентября 1924 года в Лондоне в семье Джорджа и Кристины Хоппер Ричардсон. Получил образование в Центральной средней школе Абердина.
Получил степень бакалавра наук по физике и математике (B.S.) в Абердинском университете в 1944 году. 
Во время Второй мировой войны служил в научно-исследовательском отделе Адмиралтейства в 1944 году. В 1945 году ему было присвоено звание лейтенанта добровольческого резерва Королевского военно-морского флота и был направлен в британскую армию на Рейне в качестве офицера разведки. Демобилизован в 1946 году.
Изучал политику, философию и экономику (PPE), получил степень магистра (M.A.) в колледже Корпус-Кристи в Оксфорде в 1949 году.
Затем был студентом в колледже Наффилд в Оксфорде в 1949—1950 годах, был 3-м секретарём Министерства иностранных дел Её Величества в 1949—1950 годах.
Свою преподавательскую деятельность начал в должности сотрудника в 1951—1969 годах, университетского учителя по экономике в Сент-Джонс колледже при Оксфорде в 1969—1973 годах. Затем служил секретарём и главным исполнительным директором издательства Оксфордского университета в 1974—1988 годах, директором Кэбл-колледжа в Оксфорде в 1989—1994 годах. В 1994 году он подал в отставку.
Ричардсон являлся членом комитета Экономического развития электротехнической промышленности в 1964—1973 годах, членом Комиссии по монополиям в 1969—1974 годах, членом Королевской комиссии по загрязнению окружающей среды в 1973—1974 годах, экономическим советником Управления по атомной энергии Соединенного Королевства в 1968—1974 годах, проректором Оксфордского университета в 1988—1994 годах, советником Ассоциации издателей в 1981—1987 годах.
Джордж Ричардсон скончался 2 июля 2019 года в возрасте 94 лет.
Семья
Джордж Ричардсон был женат на Изабель Эйсон Мелок, у них родились Грэм Ричардсон и Эндрю Ричардсон.

## Награды
За свои достижения был награждён:
- 1978 — орден Британской империи (командующий);
- 1987 — почётный член колледжа Корпус-Кристи в Оксфорде;
- 1989 — почётный член Сент-Джонс колледжа в Оксфорде;
- 1994 — почётный член Кэбл-колледжа в Оксфорде.